# Hormozgan
Hormozgan (Perzisch: استان هرمزگان, Ostān-e Hormozgān) is een van de 31 provincies van Iran. De provincie is gelegen in het zuiden van het land en de oppervlakte beslaat 70.700 km². De hoofdstad van deze provincie is Bandar Abbas.
Andere steden zijn:
- Bandar Lengeh
- Minab
- Bandar Charak
- Jask
- Bastak
- Bandar Khamir
- Fin

Alborz · Ardebil · Oost-Azerbeidzjan · West-Azerbeidzjan · Bushehr · Chahar Mahaal en Bakhtiari · Fars · Gilan · Golestan · Hamadan · Hormozgan · Ilam · Isfahan · Kerman · Kermanshah · Noord-Khorasan · Razavi-Khorasan · Zuid-Khorasan · Khoezistan · Kohgiluyeh en Boyer Ahmad · Kordestan · Lorestan · Markazi · Mazandaran · Qazvin · Qom · Semnan · Sistan en Beloetsjistan · Teheran · Yazd · Zanjan